# Швидкі зміни
«Швидкі зміни» (англ. Quick Change) — американська кримінальна комедія 1990 року; режисерський дебют Білла Мюррея; ремейк франко-канадського фільму 1985 року «Пограбування» (фр. «Hold-Up»), заснованого на романі Джин Кронлі.

## Короткий сюжет
Грабіжник, замаскований під клоуна, за допомогою двох спільників з легкістю грабує нью-йоркський банк, але стикається з численними труднощами при спробі покинути місто.

## Ролі виконували
- Білл Мюррей — Грім
- Джина Девіс — Філліс
- Ренді Квейд — Луміс
- Джейсон Робардс — шеф Родзінгер
- Філ Гартман — містер Еддісон
- Філіп Боско — водій автобусу
- Тоні Шалуб — водій таксі
- Боб Елліот — охоронець в банку
- Стенлі Туччі — Джонні
- Кертвуд Сміт — Ломбіно
- Білл Реймонд — поліцейський

## Сприйняття
Фільм отримав схвальні відгуки: Rotten Tomatoes дав оцінку 83 % на основі 36 відгуків від критиків і 71 % від більш ніж 5 000 глядачів.
Критики відзначали витончений гумор та талановиту гру акторів, що втім не допомогло фільму окупитися в прокаті.